# Traveller IQ Challenge
Traveller IQ Challenge (inglês britânico) ou Traveler IQ Challenge (inglês americano) é um jogo criado pela TravelPod para divertir e difundir conhecimentos geográficos entre os membros e não-membros do site. 
O jogo consiste em nas cidades e nos lugares que são ditos no jogo. Você deve ser rápido e preciso, pois quanto mais longe do lugar ou cidade que foi dita você colocar, menos pontos você ganha.
O jogo é subdividido em vários outros, sendo o principal o World Traveller, que são as localidades e as cidades mundiais. As Outras Categorias são:
1. World Challenge: Cidades e localidades do mundo.
2. Africa Challenge: Cidades da África.
3. The Amazing Race (A Corrida Emocionante): Junção de todas os outros subjogos.
4. Asia Challenge: Cidades da Ásia.
5. Europe Challenge: Cidades da Europa.
6. Flags of the World: Bandeiras dos países.
7. Latin America Challenge: Cidades da América Latina.
8. North America Challenge: Cidades da América do Norte.
9. Oceania/Austrália: Cidades da Oceania e Austrália.
10. Photos of the world: Fotos do mundo
11. USA Challenge: Cidades e localidades dos EUA.
12. UNESCO: Localidades da UNESCO.
13. World Capitals: Capitais mundiais
14. Canada Challenge: Cidades e localidades do Canadá.

O jogo virou aplicativo nos sites Orkut e Facebook, sendo que no Facebook é muito popular entre os membros.